# ハート・スピーク〜プレイズ・イヴァン・リンス〜
『ハート・スピーク〜プレイズ・イヴァン・リンス〜』（原題：The Heart Speaks）は、アメリカ合衆国のジャズ・トランペット奏者、テレンス・ブランチャードが1996年に発表したスタジオ・アルバム。

## 背景
ブラジル人シンガーソングライターのイヴァン・リンスの作品を取り上げた内容で、リンス自身も3曲のインストゥルメンタルを除く全曲で、ボーカリストとして参加した。「ハート・スピーク」は本作のための新曲で、リンスが自身の妻に捧げた曲である。「コンガーダ・ブルース」は、1991年にリンスがマイルス・デイヴィスのために書き下ろした曲だが、デイヴィスによる録音は残されなかった。「ラヴ・ダンス/コメサール・ヂ・ノーヴォ（新たな出発）」は、ブランチャードとリンスのデュオによる録音である。

## 評価
第39回グラミー賞では、最優秀ラテン・ジャズ・パフォーマンス賞にノミネートされ、自身2度目・6年ぶりのグラミー賞ノミネートとなった。
スコット・ヤナウはオールミュージックにおいて5点満点中4点を付け「ブランチャードは度々リンスの声とハーモニーを形成し、物悲しく夢見るような雰囲気を生み出している」「リンスに関しては"Love Dance"ぐらいしか知らないジャズ・ファンにとっても、彼の音楽への良き入り口となるだろう」と評している。ドン・ヘックマンは『ロサンゼルス・タイムズ』紙のレビューで4点満点中3点を付け「この共演は、驚くほど良い結果をもたらした」「ブランチャードの雄大で豊かな響きの音色は、リンスの穏やかだが鋭敏な感情を伴ったボーカル・スタイルと好対照の、温もりや瑞々しさをもたらしている」と評している。また、『CDジャーナル』のミニ・レビューでは「ジョビンでもジルベルトでもなくイヴァンの曲を選んだところが面白い」と評されている。

## 収録曲
特記なき楽曲はイヴァン・リンスとヴィートル・マルチンスの共作。
1. アパレシーダ - "Aparecida" (Ivan Lins) - 6:02
2. アンチス・キ・セージャ・タルジ（間に合ううちに） - "Antes Que Seja Tarde" - 5:30
3. メウ・パイース（我が祖国） - "Meu Pais (My Country)" - 3:57
4. ヴァルサ・ミネイラ（ミナスのワルツ） - "Valsa Mineira" (I. Lins) - 4:54
5. ハート・スピーク - "The Heart Speaks" (I. Lins) - 5:29
6. コンガーダ・ブルース - "Congada Blues" - 5:37
7. ノクトゥルナ（ノクターン） - "Nocturna" - 5:25
8. ジャスト・フォー・ナナ - "Just for Nana" (I. Lins) - 5:05
9. オリジンボ・アンド・ホジクレール - "Orizimbo and Rosicler" - 4:31
10. ショーロス・ダス・アーグアス（せせらぎ） - "Chorus das Aguas" - 7:29
11. ラヴ・ダンス/コメサール・ヂ・ノーヴォ（新たな出発） - "Love Dance/Comecar de Novo" (I. Lins, Gilson Peranzzetta, Paul Williams) - 4:25
12. メニーノ（少年） - "Menino" - 4:50
13. アパレシーダ・リプライズ - "Aparecida Reprise" (I. Lins) - 1:05

## 参加ミュージシャン
- テレンス・ブランチャード - トランペット
- イヴァン・リンス - ボーカル(#5, #7, #10を除く全曲)、ピアノ(on #3, #11)
- エドワード・サイモン - ピアノ(#3, #11を除く全曲)
- オスカー・カストロ＝ネヴィス - ギター(on #1, #2, #3, #9, #13)
- デヴィッド・パルファス - ベース(#11を除く全曲)
- トロイ・デイヴィス - ドラムス(#8, #11を除く全曲)
- パウリーニョ・ダ・コスタ - パーカッション(on #1, #2, #3, #4, #6, #9, #12, #13)
- David Bohanovich - チェロ(on #2)
- Fred Zlotkin - チェロ(on #8, #10)